# Sân bay Yagoua
Sân bay Yagoua (IATA: GXX, ICAO: FKKJ) là một sân bay ở Yagoua, Cameroon.